# Expositurkirche Bach

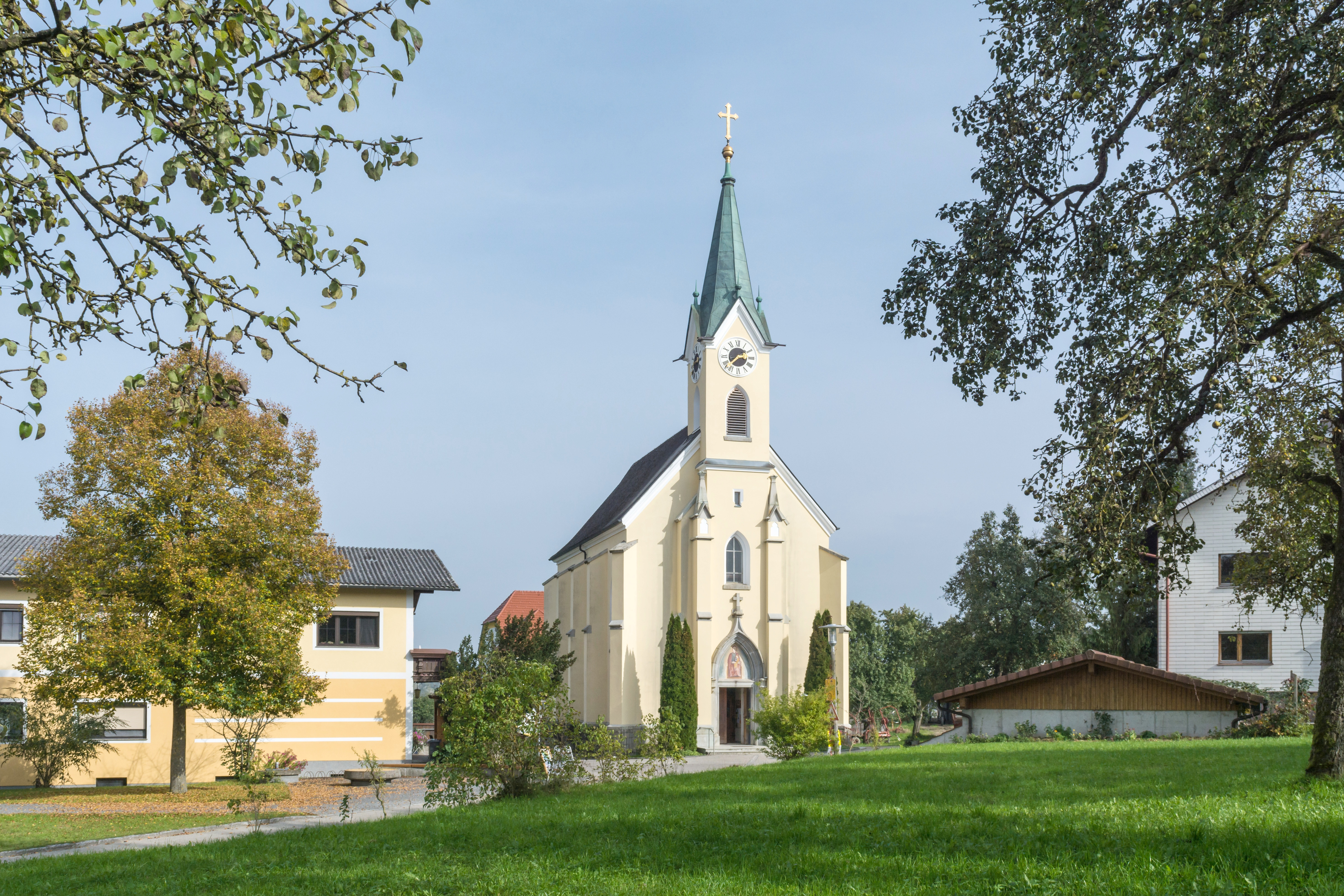
Kath. Expositurkirche Göttlicher Kinderfreund in Bach in Rutzenham

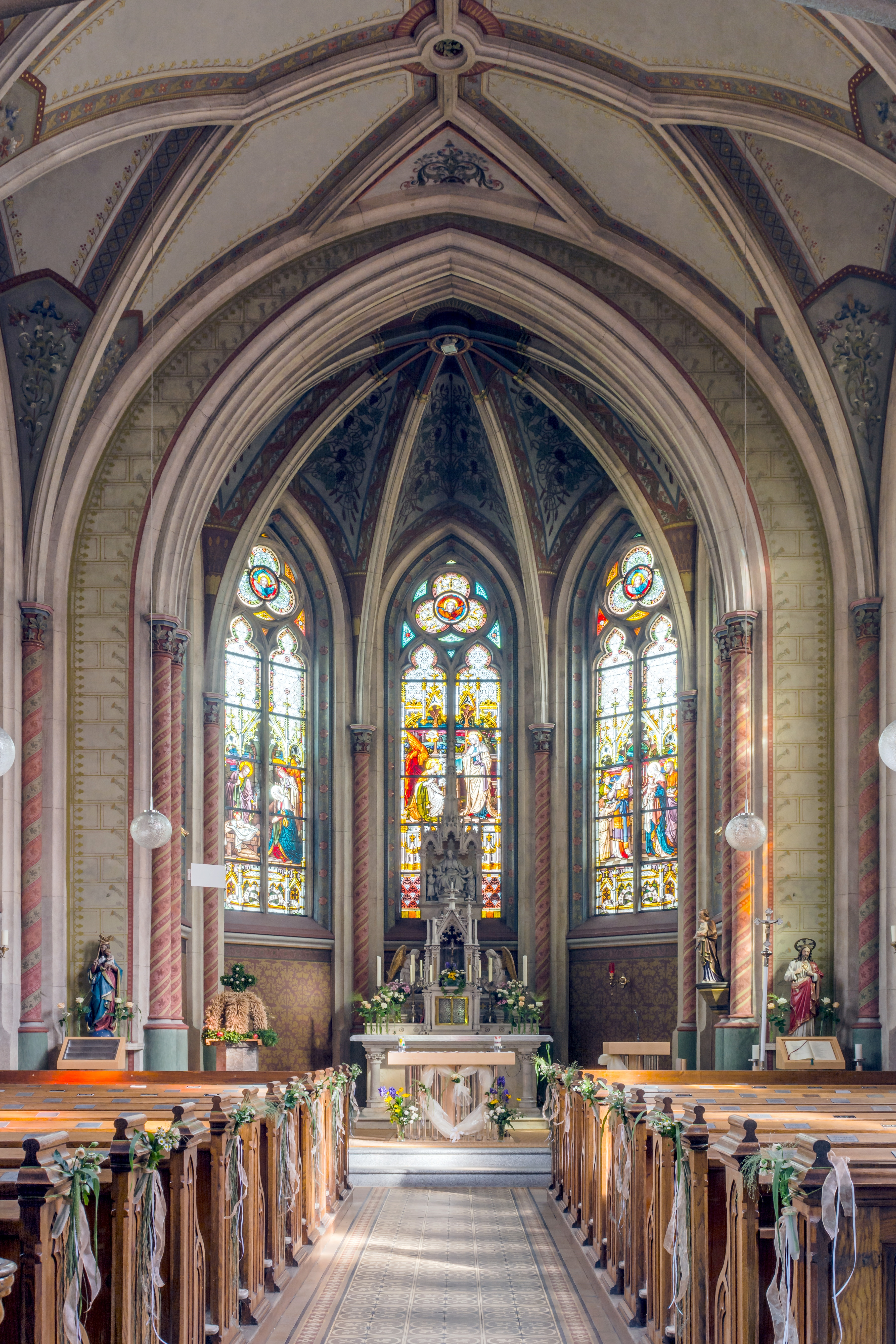
Innenansicht, Blick zum Chor

Die römisch-katholische Expositurkirche Bach steht im Ort Bach in der Gemeinde Rutzenham im Bezirk Vöcklabruck in Oberösterreich. Die auf Göttlicher Kinderfreund geweihte Kirche gehört zum Dekanat Schwanenstadt in der Diözese Linz. Die Kirche steht unter Denkmalschutz.

## Geschichte
Die Expositurkirche wurde von 1897 bis 1899 als Schulkapelle nach den Plänen des Linzer Baumeisters Paul Hochegger errichtet. In den Fenstern im Chor sind Szenen aus der Kindheit Christi zu sehen. Die Bemalung des Innenraums ist noch im Originalzustand von 1901.

## Architektur
Die Kirche ist durchgehend im neugotischen Stil gehalten.

## Ausstattung
Der Hochaltar ist aus Carrara-Marmor.